# Asterocheres simulans
Asterocheres simulans is een eenoogkreeftjessoort uit de familie van de Asterocheridae. De wetenschappelijke naam van de soort is voor het eerst geldig gepubliceerd in 1898 door T. Scott.